# Mesopolobus clavatus
Mesopolobus clavatus är en stekelart som först beskrevs av Julius Theodor Christian Ratzeburg 1844.  Mesopolobus clavatus ingår i släktet Mesopolobus och familjen puppglanssteklar. Inga underarter finns listade i Catalogue of Life.